# Тиби, Жан Франсуа
Жан Франсуа Тиби (фр. Jean-François Tiby; 25 апреля 1772, Фелюи, ныне коммуна Сенеф, Бельгия — 14 декабря 1844, Лёвен) — бельгийский скрипач, органист и музыкальный педагог.
Первоначально изучал богословие, но затем отказался от этого занятия ради музыки. Учился игре на скрипке у Джамбаттиста Виотти. Занимал пост кантора в лувенских церквах Святого Квентина и Святого Михаила, затем преподавал в Лувенском католическом университете. Наиболее известен как первый наставник Шарля Огюста де Берио: Тиби дружил с его отцом, юристом и музыкантом-любителем, и давал уроки сыну (и дочери), а после смерти Филиппа Шарля Берио оформил над детьми опеку — и, в общей сложности, руководил музыкальными занятиями будущего основателя бельгийской скрипичной школы на протяжении десяти лет, сыграв в его становлении, вероятно, наиболее важную роль.